# تظاهرات ۱۹۶۵ ایروان
تظاهرات ۱۹۶۵ ایروان (ارمنی: Երևանի ցույցեր (1965) انگلیسی: 1965 Yerevan demonstrations) در ۲۴ آوریل ۱۹۶۵، مصادف با پنجاهمین سالگرد نسل‌کشی ارمنی‌ها، در مقابل چشمان ناباور دولتمردان مسکو، مردم ایروان و بسیاری از شهرهای ارمنستان طی برپایی تظاهراتی اعتراض‌آمیز با کل ارمنیان جهان همصدا شدند و خواستار به رسمیت شناختن این فاجعهٔ انسانی از طرف حکومت اتحاد جماهیر شوروی و جوامع بین‌المللی و همچنین اجازهٔ برپایی بنای یادبود برای قربانیان شدند. دولت مرکزی شوروی به ناچار تسلیم خواستهٔ مردم ارمنستان شد و اجازهٔ برپایی بنای یادبود را داد.